# Charles Westercamp
Jean Charles Emile Westercamp est un homme politique français né le 17 décembre 1799 à Wissembourg (Bas-Rhin) et mort en 1871.

## Biographie
Notaire à Wissembourg en 1820, il est un opposant à la Restauration et à la Monarchie de Juillet. Il est député du Bas-Rhin de 1848 à 1851, siégeant au groupe d'extrême gauche de la Montagne.

## Sources
- « Charles Westercamp », dans Adolphe Robert et Gaston Cougny, Dictionnaire des parlementaires français, Edgar Bourloton, 1889-1891 [détail de l’édition]